# Raymond Noubel
Raymond Noubel est un homme politique français né le 2 juin 1822 à Agen (Lot-et-Garonne) et décédé le 22 octobre 1898 à Paris.
Imprimeur et directeur de journal, il est maire d'Agen et conseiller général. Il est député bonapartiste de 1852 à 1870, soutien du régime impérial. Retiré de la vie politique en 1870, il est sénateur de Lot-et-Garonne de 1876 à 1879, inscrit au groupe de l'Appel au peuple. 

## Sources
- « Raymond Noubel », dans Adolphe Robert et Gaston Cougny, Dictionnaire des parlementaires français, Edgar Bourloton, 1889-1891 [détail de l’édition] [texte sur Sycomore]